# Bernardino Lunati
Bernardino Lunati (ur. w 1452 w Pawii, zm. 8 sierpnia 1497 w Bracciano) – włoski kardynał.

## Życiorys
Urodził się w 1452 roku w Pawii. W młodości został protonotariuszem apostolskim. 20 września 1493 roku został kreowany kardynałem diakonem i otrzymał kościół tytularny San Ciriaco alle Terme Diocleziane. Wkrótce po promocji, przyjął święcenia kapłańskie, a następnie wspierał króla Francji Karola VIII. 10 lipca 1495 roku został administratorem apostolskim Akwinu, jednak 13 listopada zrezygnował z tej funkcji. Zmarł 8 sierpnia 1497 roku w czasie bitwy pod Bracciano.